# Jerzy Uziębło
Jerzy Zygmunt Uziębło (ur. 29 marca 1942 w Drohiczynie) – polski kapitan żeglugi wielkiej i polityk, poseł na Sejm PRL IX kadencji, członek Rady Państwa (1986–1989).

## Życiorys
Syn Arkadiusza. Ukończył Państwową Szkołę Morską w Gdyni (1964) oraz studium podyplomowe w Wyższej Szkole Morskiej w Gdyni (1976). W latach 1964–1984 pracował w Polskich Liniach Oceanicznych (od 1978 do 1983 jako kapitan statku), w latach 1984–1987 przewodniczący Federacji Związków Zawodowych Marynarzy i Rybaków Dalekomorskich. 
W latach 1962–1990 był członkiem Polskiej Zjednoczonej Partii Robotniczej, należał do wojewódzkiej komisji rewizyjnej partii w Gdańsku. W latach 1985–1989 poseł na Sejm PRL IX kadencji, w okresie 1986–1989 członek Rady Państwa. W latach 1986–1990 wiceprzewodniczący Ogólnopolskiego Porozumienia Związków Zawodowych. Brał udział w obradach Okrągłego Stołu po stronie partyjno-rządowej w zespole do spraw reform politycznych.
Po rozwiązaniu PZPR był członkiem Socjaldemokracji Rzeczypospolitej Polskiej. Zasiadał w Radzie Naczelnej partii (wybrany na zjeździe założycielskim w styczniu 1990), był też członkiem Centralnego Komitetu Wykonawczego SdRP (1990–1991). W wyborach samorządowych w 2006 bez powodzenia kandydował do sejmiku pomorskiego z listy Lewicy i Demokratów.
W latach 1996–2006 był radcą ds. transportu i gospodarki morskiej Ambasady RP w Pradze. Następnie pełnił funkcje we władzach Krajowej Izby Gospodarki Morskiej – w 2008 w randze Prezesa Izby, a potem sekretarza generalnego KIGM.

## Odznaczenia
- Krzyż Oficerski Orderu Odrodzenia Polski (1998)[1]
- Srebrny Krzyż Zasługi
- Medal 40-lecia Polski Ludowej
- Złote Odznaczenie im. Janka Krasickiego